# D'Artagnan e i moschettieri del re
D'Artagnan e i moschettieri del re (アニメ三銃士?, Anime Sanjuushi, lett. "l'Anime dei tre moschettieri") è una serie televisiva anime prodotta nel 1987, da studio Gallop in collaborazione con il sudcoreano Sei Young Animation, di 52 episodi.
Si tratta di una trasposizione animata tratta dal romanzo I Tre Moschettieri di Alexandre Dumas, con alcune modifiche per renderlo più consono a un pubblico giovanile, e tra i cui adattatori compare anche il nome di Monkey Punch. 
È stata trasmessa in Italia per la prima volta nel 1989 dalle reti Fininvest (che in seguito passerà questa nuova trasposizione all'emittente francese La Cinq), e poi molti anni dopo da Rai Gulp e Man-ga con la concessione di Yamato Video che ne detiene i diritti.
Alla serie ha fatto seguito nel 1989 l'OAV La grande avventura di Aramis (ニメ三銃士 アラミスの冒険?, Anime Sanjun: Aramis no bōken), incentrato sulla figura di Aramis.
(Questo non è l'unico adattamento anime del romanzo, che è stato preceduto da D'Artacan, prodotto dalla Nippon Animation nel 1981).

## Trama
Partito dal suo paese natale con la sua fedele cavallina di nome Ronzinante, il giovane D'Artagnan si reca nella capitale Parigi con l'intenzione di diventare uno dei moschettieri del re. La strada per raggiungere il suo sogno non sarà però affatto facile e D'Artagnan dovrà affrontare mille avventure e ostacoli prima di potervi riuscire.
Lo aiuteranno il piccolo Jean (un trovatello alla ricerca della madre), i tre moschettieri del re (Athos, Porthos e Aramis) e la giovane Constance (dama di compagnia della regina Anna d'Austria) di cui il nostro eroe s'innamorerà a prima vista. 
Tra i nemici più pericolosi troviamo invece Milady (la perfida spia del Cardinale Richelieu), lo stesso ecclesiastico, Rochefort (capitano delle Guardie di Sua Eminenza) e in seguito anche la Maschera di Ferro e Manson.
Tra le tante avventure in cui i protagonisti di questa storia rimarranno coinvolti, due sono quelle principali: la prima è legata alla "collana della Regina Anna", la seconda alla Maschera di Ferro e allo scambio del re con il suo fratello gemello.

## Personaggi
D'Artagnan (ダルタニャン?, Darutanyan)
Doppiato da: Tatsuya Matsuda (ed. giapponese), Diego Sabre (ed. italiana)
Il protagonista della serie, un ragazzo poco più che adolescente. Cresciuto coi nonni in campagna, si reca a Parigi intenzionato a diventare un moschettiere del re, ripercorrendo così le orme di suo padre morto in guerra. È un giovane volenteroso, con una sottile vena di spavalderia. Nutre una forte ammirazione per i tre moschettieri e questi, riconoscendo la sua grande determinazione, lo prenderanno presto in simpatia. Le vicende evidenzieranno la sua crescita, e il ragazzo che da principio appariva un po' spavaldo, dimostrerà di essere disposto a rinunciare ai propri sogni per valori più grandi come l'amicizia, l'onore e la fedeltà.
Athos (アトス?, Atosu)
Doppiato da: Akira Kamiya (ed. giapponese), Gabriele Calindri (1ª voce, serie TV e OAV), Marco Balzarotti (2ª voce, serie TV) (ed. italiana)
Il primo Moschettiere di cui D'Artagnan farà la conoscenza; è il più anziano dei tre e formalmente il leader del gruppo. Cauto e riflessivo, è senz'altro il più carismatico dei tre Moschettieri, tant'è che alle dimissioni del Capitano de Tréville, l'incarico viene proposto a lui.
Porthos (ポルトス?, Porutosu)
Doppiato da: Masamichi Sato (ed. giapponese), Antonio Zanoletti (1ª voce, serie TV), Andrea De Nisco (2ª voce, serie TV), Felice Invernici (OAV) (ed. italiana)
Uomo grande e grosso che sfrutta proprio questa sua caratteristica per sconfiggere i nemici più duri. Non perde occasione per gustare un buon pasto, cosa che i suoi compagni non mancano di fargli notare. Nonostante sia fondamentalmente un "bonaccione", è incline ad attaccar briga e alquanto sbadato, peculiarità che portano i moschettieri ad avere qualche contrattempo durante le loro avventure.
Aramis (アラミス?, Aramisu)
Doppiata da Eiko Hisamura (ed. giapponese), Benedetta Folonari (serie TV), Sonia Mazza (OAV) (ed. italiana)
Bellissima donna dai tratti androgini che nasconde il suo sesso per poter vendicare la morte dell'amato François, ucciso da un uomo chiamato "il Cammello" che poi scoprirà essere il mercante Manson. Solo il comandante de Tréville è a conoscenza della sua vera identità; tuttavia viene scoperta casualmente da Jean, il quale manterrà il segreto con D'Artagnan. Più tardi anche quest'ultimo verrà a conoscenza del segreto di Aramis. Determinata, coraggiosa e abile nel combattimento, vive nel timore che qualcuno possa scoprire la sua vera identità, ma è anche gentile e premurosa nei confronti dei suoi compagni d'armi, in particolare D'Artagnan. Il suo vero nome è Renée d'Herblay, come viene rivelato nell'OAV La grande avventura di Aramis.
Milady de Winter (ミレディー?, Miredī)
Doppiata da: Fumi Hirano (ed. giapponese), Lidia Costanzo (serie TV), Marina Thovez (OAV) (ed. italiana)
Di origini inglesi, per via del suo passato nutre un odio profondo verso l'Aristocrazia, odio che la porterà a compiere le peggiori malefatte, tra cui l'omicidio del duca di Buckingham. Capace di manovrare la volontà altrui, escogita la maggior parte dei piani atti a screditare i sovrani di Francia. È abile nei travestimenti, determinata e spietata. D'Artagnan è il suo nemico giurato, persino quando questi eviterà di farla giustiziare, Milady cercherà il modo di vendicarsi di lui ricorrendo agli stratagemmi più abietti. Saprà redimersi e chiedere perdono delle sue malefatte solo alla fine della storia. Porta sempre con sé un pugnale e un fischietto, con il quale è capace d'incantare gli animali e far sì che rispondano ai suoi voleri, tra questi, la scimmietta Pepe da cui non si separa mai e che è capace d'ipnotizzare chiunque fissi la sua coda.
Maschera di Ferro (鉄仮面?, Tetsu kamen)
Doppiato da: Shigezou Sasaoka (ed. giapponese), Luca Semeraro (serie TV), Gabriele Calindri (OAV) (ed. italiana)
Uomo il cui volto è celato da una maschera di ferro, a cui deve il suo nome. Viene visto come un eroe dai cittadini di Parigi poiché apparentemente ruba ai ricchi per dare a chi ne ha bisogno. In verità non è affatto buono e insieme a Milady e al suo braccio destro Manson trama per prendere il controllo della Francia attraverso Philippe. È un abile spadaccino e dotato di grande forza fisica. La sua identità resterà celata fino alla fine dell'avventura, quando dopo il ritrovamento della sua maschera verrà dato per morto.
Manson (マンソン?)
Doppiato da: Yasuo Muramatsu (ed. giapponese), Tony Fuochi (serie TV), Maurizio Trombini (OAV) (ed. italiana)
Mercante indicato come il salvatore di Parigi durante la crisi del sale. Tuttavia, la crisi fu creata da Maschera di Ferro per arricchire Manson e renderlo popolare a Corte. In passato questi era un famoso criminale soprannominato "il Cammello" (nella versione inglese è stato chiamato "The hunchback", ossia "il gobbo" che, come nella traduzione italiana, indica la sua malformazione fisica tipica dei dromedari e cammelli), e agiva per conto di Maschera di Ferro. Fu lui, diversi anni prima a uccidere François, fidanzato di Aramis e tutore di Philippe, e una volta che il Moschettiere viene a conoscenza di questo segreto, mediterà vendetta per la morte dell'amato. Manson morirà nel penultimo episodio, cadendo dalla scogliera di Belle-Ile durante il duello con Aramis.
Duca di Buckingham (バッキンガム?, Bakkingamu)
Doppiato da: Kazuhiko Inoue (ed. giapponese), Federico Danti (serie TV), Claudio Moneta (OAV) (ed. italiana)
Primo ministro del regno d'Inghilterra, è perdutamente innamorato della regina Anna. Questo sentimento lo porterà a commettere gesti talvolta sconsiderati, che metteranno a rischio la diplomazia tra i due paesi. Per sua fortuna, D'Artagnan sarà sempre presente a cavarlo d'impiccio, fino a quando, tornato in Inghilterra, verrà assassinato da Milady.
Anna d'Austria (アンヌ王妃?, An'nu ōhi)
Doppiata da: Mari Okamoto (ed. giapponese), Karin Giegerich (serie TV), ? (OAV) (ed. italiana)
Regina di Francia e figlia dei Sovrani di Spagna, sarà presa spesso di mira dal cardinale Richelieu, il quale tenterà in ogni modo di screditarla agli occhi del re suo marito. Nonostante il suo rango sociale, si dimostra sempre buona e comprensiva verso chi le è vicino. Le voci che parlano della sua relazione con il duca di Buckingham, creeranno molte avversità e rendono la regina un personaggio triste e malinconico, costretta a rinunciare al proprio amore per il bene della Francia.
Cardinale Richelieu (リシュリュー?, Rishuryū)
Doppiato da: Nobuo Tanaka (ed. giapponese), Antonio Paiola (serie TV), Gianni Gaude (OAV) (ed. italiana)
L'eminenza grigia della Francia. Di fatto l'uomo più potente del paese, ogni decisione è presa sotto la sua attenta supervisione e le decisioni del sovrano stesso, portano quasi sempre la firma di Richelieu. Tenterà in ogni modo di screditare la regina di Francia, così da creare un disguido diplomatico tale da favorire una guerra; nonostante ritenga che il fine giustifichi i mezzi, agisce per quello che ritiene essere il meglio per il suo paese.
Conte di Rochefort (ローシュフォール?, Rōshufōru)
Doppiato da: Shigeru Chiba (ed. giapponese), Maurizio Scattorin (1ª voce, serie TV e OAV), Paolo Marchese (2ª voce, serie TV), Mario Scarabelli (3ª voce, serie TV) (ed. italiana)
Capo delle Guardie del Cardinale. Soffre fortemente la competizione con i Moschettieri, D'Artagnan su tutti, i quali immancabilmente gli procurano delle figuracce seguiti dai rimproveri del cardinale Richelieu. Nonostante ciò, il suo è un ruolo di "cattivo simpatico", un po' pasticcione. Dimostrerà una grande devozione e fedeltà nei confronti del cardinale Richelieu, e in un secondo tempo lotterà al fianco dei Moschettieri, che dimostrerà infine di stimare molto. Porta une benda sull'occhio destro, particolare ispirato al film I tre moschettieri del 1973 dove il personaggio di Rochefort è interpretato da Christopher Lee.
Jussac (ジュサック?, Jusakku)
Doppiato da: Tomomichi Nishimura (ed. giapponese), Tony Fuochi (serie TV), Dario Oppido (OAV) (ed. italiana)
Primo aiutante di Rochefort, del quale non condivide il forte spirito di devozione. È una Guardia del cardinale, e il primo ufficiale che riprenderà D'Artagnan per le strade di Parigi.
Copy (コピー?, Kopī)
Doppiato da: Naoki Tatsuta (ed. giapponese), Daniele Demma (serie TV), ? (OAV) (ed. italiana)
Pappagallo regalato da Richelieu alla regina Anna, addestrato da Milady a riferire qualsiasi cosa avvenga nelle stanze di Sua Maestà. In principio sarà causa di molti guai, ma successivamente si affezionerà a Jean, e il suo aiuto sarà di fondamentale importanza per D'Artagnan.
Luigi XIII (ルイ13世?, Rui 13-sei)
Doppiato da: Hideyuki Tanaka (ed. giapponese), Daniele Demma (serie TV), Giorgio Melazzi (OAV) (ed. italiana)
Re di Francia. Spesso all'oscuro di ciò che accade intorno a sé, viene spesso manovrato da Richelieu, il quale tenta in ogni modo d'instillare in lui dubbio e malcontento.
Philippe (フィリップ?, Firippu)
Doppiato da: Hideyuki Tanaka (ed. giapponese), Daniele Demma (serie TV), Mario Zucca (OAV) (ed. italiana)
Fratello gemello di re luigi XIII. Fin dall'infanzia vive lontano da Palazzo e da occhi indiscreti, non consapevole di avere un fratello gemello. Conduce una vita agiata, in quella che tuttavia è una prigione dorata. Il suo solo amico è il suo tutore François. Rapito e imprigionato da Maschera di Ferro, viene successivamente ingannato da Milady e Manson (complici del rapitore). Fingendosi suoi benefattori, convincono Philippe a salire sul trono fingendosi il fratello Luigi XIII, additato a responsabile della sua prigionia. Nonostante Philippe accetti, il piano non avrà successo, in quanto il legame di sangue con suo fratello lo spingerà a non avallare le iniziative dei tre lestofanti.
Jean (はだしのジャン?, Hadashi no Jan)
Doppiato da: Mayumi Tanaka (ed. giapponese), Veronica Pivetti (serie TV), Silvana Fantini (OAV) (ed. italiana)
Trovatello che D'Artagnan conosce a Parigi e che lo aiuterà nelle sue avventure. Soprannominato "piedi scalzi", Jean è un piccolo orfano con un passato difficile. Separato dalla madre in giovane età, soffre molto la sua mancanza, e il suo sogno è poterla un giorno ritrovare. Nonostante abbia imparato a cavarsela da solo nelle avversità, col tempo imparerà l'importanza di poter contare sui propri amici; inoltre, con la sua furbizia, dimostrerà di essere un prezioso aiuto per D'Artagnan e i Moschettieri. Scoprirà per caso la vera identità di Aramis, ma deciderà di non dirlo a nessuno.
Constance (コンスタンス?, Konsutansu)
Doppiata da: Noriko Nagai (ed. giapponese), Marina Massironi (serie TV), Emanuela Pacotto (OAV) (ed. italiana)
Sedicenne, è la dama di corte e guardarobiera personale della regina Anna, della quale è anche una fidata amica. D'Artagnan se ne innamora a prima vista e la stessa Constance ricambia i sentimenti per il giovane Moschettiere. Le vicende li terranno spesso separati, e talvolta la ragazza si troverà nei guai proprio per volere aiutare D'Artagnan.
Monsieur Bonacieux (ボナシュー?, Bonashū)
Doppiato da: Eken Mine (ed. giapponese), Adolfo Fenoglio (serie TV), ? (OAV) (ed. italiana)
Padre di Costance e noto sarto di Parigi. Offre vitto e alloggio a D'Artagnan e Jean, per ringraziarli dell'aiuto che spesso offrono alla figlia Constance.
Monsieur De Tréville (トレビル?, Torebiru)
Doppiato da: Tesshō Genda (ed. giapponese), Enrico Bertorelli (serie TV), ? (OAV) (ed. italiana)
Comandante dei Moschettieri del Re. Amante della disciplina, non manca di punire D'Artagnan qualora ve ne sia necessità. Ma è anche saggio e nutre fiducia nel giovane D'Artagnan, talvolta mettendolo anche davanti a scelte difficili. Uomo fedele al sovrano di Francia, suo è il compito d'istruire i Moschettieri e soprattutto il giovane apprendista, e come un bravo insegnante è capace di rimproverare o elogiare D'Artagnan con giudizio.
Marta (マルト?, Maruto)
Doppiata da: Atsuko Mine (ed. giapponese), Grazia Migneco (1ª voce, serie TV), Lidia Costanzo (2ª voce, serie TV), Lorella De Luca (OAV) (ed. italiana)
La domestica di monsieur Bonacieux.
Ronzinante (ロシナンテ?, Roshinante)
Doppiata da: Naoki Tatsuta (ed. giapponese)
La cavallina di D'Artagnan, fedele compagna d'avventure che accompagnerà il Moschettiere per tutta la storia. Ricopre un ruolo tutt'altro che marginale, e in più occasioni si dimostrerà fondamentale, anche per via del suo olfatto, superiore pure a quello di un cane.

## Media

### Anime
La serie è stata prodotta dallo studio Gallop in collaborazione con il sudcoreano Sei Young Animation ed è andata in onda per la prima volta in Giappone sulla rete NHK dal 9 ottobre 1987 al 17 febbraio 1989 per un totale di 52 episodi. L'anime è stato diretto da Kunihiko Yuyama mentre la colonna sonora è stata composta da Kōhei Tanaka. La sigla d'apertura è Yume bôken (夢冒険?) cantata da Noriko Sakai, mentre quelle di chiusura sono: Pledge Heart (Seiyaku) (プレッジハート(誓約)?, Purejji Hāto (Seiyaku)) (ep. 1-19) e Taiyo no Halation (太陽のハレーション?, Taiyō no Harēshon) entrambe cantate da Pumpkin (ep. 20-52).
In Italia la serie venne trasmessa per la prima volta su Italia 1 dal 10 gennaio al 9 maggio 1989. La sigla italiana è D'Artagnan e i moschettieri del re, testi di Alessandra Valeri Manera, musica di Carmelo "Ninni" Carucci, cantata da Cristina D'Avena. L'edizione italiana è fedele a quella originale e censura solamente l'intero 15º minuto dell'episodio 22, in cui Milady tenta di sedurre D'Artagnan scoprendosi parzialmente il seno. La serie venne pubblicata in VHS nella collana Bim Bum Bam Video nel 1991, in una versione riassunta in sei film di montaggio. Successivamente l'intera serie venne raccolta in DVD in due box da Yamato Video nel 2010. Nell'edizione Yamato Video andata in onda su Rai Gulp e Man-ga la sigla italiana è inserita sulle immagini delle sigle originali giapponesi.

### OAV
Nel 1989 lo studio Gallop ha prodotto OAV La grande avventura di Aramis (ニメ三銃士 アラミスの冒険?, Anime Sanjun: Aramis no bōken), seguito della serie televisiva. L'OAV è incentrato sulla figura di Aramis e non è ispirato a nessun romanzo di Dumas. In Italia l'OAV è stato trasmesso in TV sulla rete Man-ga nel dicembre 2011 ed è inserito come extra nel secondo dei due Memorial Box DVD della Yamato Video. La sigla di chiusura è Yume bōken (夢冒険?) cantata da Noriko Sakai, brano impiegato originariamente nella serie televisiva come sigla d'apertura.

#### Doppiaggio
Il doppiaggio italiano della serie TV è stato realizzato nel 1988 presso lo studio milanese Deneb Film sotto la direzione di Lidia Costanzo.
Il doppiaggio italiano del OAV realizzato per l'edizione 2009 di Yamato Video è stato effettuato presso lo studio di doppiaggio Raflesia di Milano, sotto la direzione di Dania Cericola. La traduzione dal giapponese è di Laura Giordano e i dialoghi italiani sono di Vittoria Ponticelli.
| Personaggio           | Doppiaggio originale | Doppiaggio italiano (serie TV)                                                   | Doppiaggio italiano (OAV) |
| --------------------- | -------------------- | -------------------------------------------------------------------------------- | ------------------------- |
| D'Artagnan            | Tatsuya Matsuda      | Diego Sabre                                                                      | Diego Sabre               |
| Athos                 | Akira Kamiya         | Gabriele Calindri (1ª voce) Marco Balzarotti (2ª voce)                           | Gabriele Calindri         |
| Porthos               | Masamichi Sato       | Antonio Zanoletti (1ª voce) Andrea De Nisco (2ª voce)                            | Felice Invernici          |
| Aramis                | Eiko Yamada          | Benedetta Folonari                                                               | Sonia Mazza               |
| Jussac                | Tomomichi Nishimura  | Tony Fuochi                                                                      | Dario Oppido              |
| Jean                  | Mayumi Tanaka        | Veronica Pivetti                                                                 | Silvana Fantini           |
| Constance             | Noriko Hidaka        | Marina Massironi                                                                 | Emanuela Pacotto          |
| Monsieur Bonaciueux   |                      | Adolfo Fenoglio                                                                  |                           |
| Capitano De Tréville  | Tesshō Genda         | Enrico Bertorelli                                                                | Gianni Gaude              |
| Cardinale Richelieu   | Nobuo Tanaka         | Antonio Paiola                                                                   |                           |
| Milady                | Fumi Hirano          | Lidia Costanzo                                                                   | Marina Thovez             |
| Rochefort             | Shigeru Chiba        | Maurizio Scattorin (1ª voce) Paolo Marchese (2ª voce) Mario Scarabelli (3ª voce) | Maurizio Scattorin        |
| Re Luigi XIII         | Hideyuki Tanaka      | Daniele Demma                                                                    | Giorgio Melazzi           |
| Regina Anna d'Austria | Mari Okamoto         | Karin Giegerich                                                                  |                           |
| Duca di Buckingham    | Kazuhiko Inoue       | Federico Danti                                                                   | Claudio Moneta            |
| Maschera di ferro     | Shigezou Sasaoka     | Luca Semeraro                                                                    | Gabriele Calindri         |
| Manson                | Yasuo Muramatsu      | Tony Fuochi                                                                      | Maurizio Trombini         |
| Principe Philippe     | Hideyuki Tanaka      | Daniele Demma                                                                    | Mario Zucca               |
| Voce Narrante         | Toshiko Sawada       | Dania Cericola                                                                   |                           |
| Maria                 | Miyoko Shoji         |                                                                                  | Valeria Falcinelli        |
| Pizarro               | Ryusuke Oobayashi    | Pietro Ubaldi                                                                    | Pino Pirovano             |
| Daniel                | Masaru Ikeda         | Maurizio Trombini                                                                | Alessandro Maria D'Errico |
| Marta                 | Atsuko Mine          | Grazia Migneco (1ª voce) Lidia Costanzo (2ª voce)                                | Lorella De Luca           |
| Copy                  |                      | Daniele Demma                                                                    |                           |

#### Differenze con i romanzi

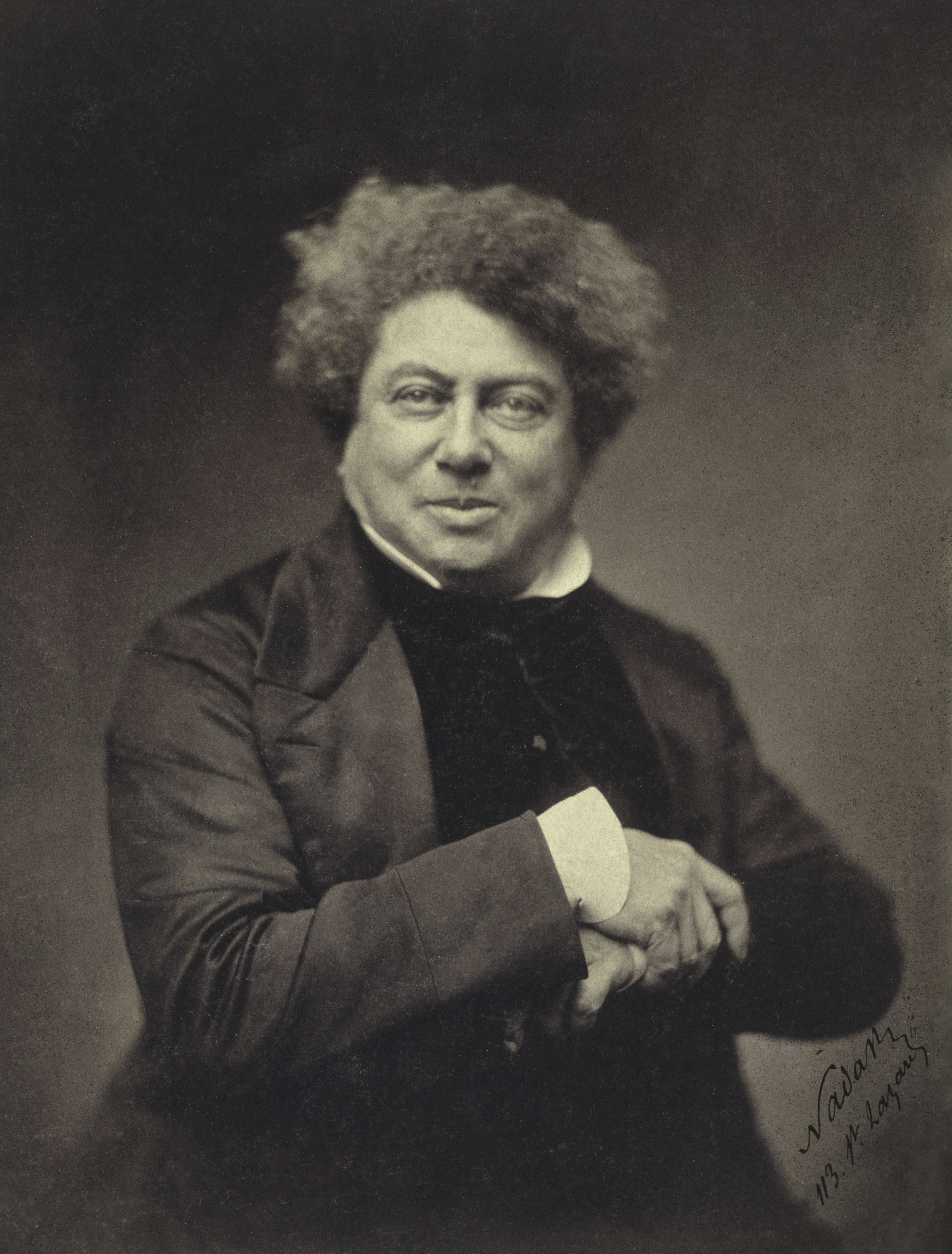
Alexandre Dumas padre

La serie è ispirata al primo e terzo romanzo della trilogia di Alexandre Dumas; in particolare, gli episodi 1-31 seguono liberamente la trama di I tre moschettieri del 1844.
A parte la presenza di numerosi episodi filler, non presenti nella trama originale, le differenze principali tra I tre moschettieri e l'anime in questa prima parte sono le seguenti:
1. Il personaggio di Jean nel libro non esiste.
2. Aramis nel libro è un uomo.
3. Athos e Milady non hanno nessun rapporto nell'anime, mentre nel romanzo sono stati sposati.
4. Nell'anime Bonacieux e Constance sono padre e figlia, mentre nel testo originale sono marito e moglie.
5. Il cavallo di D'Artagnan, Ronzinante, è presente solo all'inizio del romanzo: nonostante le raccomandazioni del padre, D'Artagnan lo vende per tre scudi appena entra a Parigi.

Da rilevare alcuni episodi nell'anime che invece ricalcano perfettamente il romanzo:
1. Nell'episodio 15, Porthos viene fermato in una taverna da un agente del Cardinale che gli propone un brindisi in onore del Cardinale stesso, ma si rifiuta di fare lo stesso per il Re.
2. Nell'episodio 16, Aramis viene ferito durante un'imboscata mentre accompagna D'Artagnan sulla via per Londra.
3. Nell'episodio 22 mentre Milady viene condotta in prigione, dice alle guardie che sarebbe rotolata la testa del Re d'Inghilterra prima che lei fosse morta. Si tratta di una citazione riguardo ai fatti narrati nel secondo romanzo della trilogia, Vent'anni dopo, in cui re Carlo I viene decapitato (primo sovrano al mondo a subire questa sorte) dal figlio di Milady.
4. Nell'episodio 28, dopo aver già provato a uccidere D'Artagnan in vari modi, Milady chiede al Cardinale un salvacondotto che autorizzasse chiunque lo possedesse dal fare quel che ha fatto per il bene dello Stato. Il lasciapassare viene preso da Athos (in circostanze completamente diverse) e consegnato a D'Artagnan che lo avrebbe utilizzato per salvarsi una volta arrestato dal Cardinale Richelieu.

La seconda parte dell'anime, dall'episodio 32 al 52, è ispirata al terzo romanzo della trilogia, Il visconte di Bragelonne del 1848. In questo caso le differenze sono molto più marcate. I fatti narrati nel romanzo avvengono infatti trent'anni dopo quelle de I tre moschettieri e la maggior parte dei personaggi è cambiata, cosa che non accade nella serie TV. Le differenze principali tra il romanzo e l'anime sono:
1. Philippe è il fratello (non gemello) di Luigi XIV, non di Luigi XIII.
2. Maschera di ferro non è un bandito, ma Philippe. Nel romanzo non porta alcuna maschera, questa sarà messa su di lui solo al termine del romanzo.
3. I personaggi di Milady, Manson e Maschera di ferro non compaiono nel romanzo. Il ruolo svolto da Milady nell'anime può essere paragonato a quello di Aramis nel romanzo, quello di Manson invece all'intendete Colbert, pur con le dovute differenze.

Analogamente a quanto visto nella prima parte della serie, ci sono alcuni episodi che ripropongono esattamente il romanzo:
1. Nell'episodio 42 Philippe accusa Richelieu di aver sperperato il denaro dello Stato per organizzare la festa campestre in cui avviene lo scambio con il Re. Quest'accusa è molto simile ai fatti che portano all'arresto del sovraintendente Foquet nel romanzo, il quale aveva organizzato la festa campestre nel suo castello di Vaux.

### Manga
Dall'anime è stato tratto un manga illustrato da Koi Kishida, serializzato dalla Gakken dal 24 dicembre 1987 al 15 maggio 1988 e raccolto in 3 tankōbon. L'edizione italiana è stata pubblicata dalla Hikari Edizioni il 10 novembre 2021.